# Arheološko nalazište Hušnjakovo
Arheološko nalazište Hušnjakovo je objekt u gradu Krapina.

## Opis
Arheološko nalazište "Hušnjakovo" s parkom krapinskog pračovjeka nalazi se na lokalitetu Hušnjakova brda u Krapini. Obilazak lokaliteta započinje ulaskom u zgradu „Muzeja krapinskih neandertalaca“ a nastavlja se šetnicom kroz šumu -park koja vodi do nalazišta neandertalaca: polupećine Hušnjakovo, otkrivene i istražene 1899. g. pod vodstvom prof. Krambegera. U 2. pol. 20 st., u parku su postavljene statue neandertalca te skulpture pleistocenskih životinja čiji su ostaci nađeni u poluspilji. Autor svih skulptura, napravljenih prema rekonstrukciji dr. sc. M. Maleza, je kipar S. Tucaković. Autori muzejskog projekta i postava su arhitekt Ž. Kovačić i paleontolog J. Radovčić.

## Zaštita
Pod oznakom Z-3919 zavedena je kao nepokretno kulturno dobro – pojedinačno, pravna statusa zaštićena kulturnog dobra, klasificirano kao "profana graditeljska baština".